# 劉衡
刘衡（1世纪—41年8月15日），東漢光武帝的第九子，生母是阴丽华。
東漢建武十五年（39年），刘衡封為临淮公。建武十七年六月廿九日（41年8月15日），临淮怀公刘衡去世，没有来得及封王。年幼无子。

## 延伸阅读
[在维基数据编辑]
 《後漢書/卷42》，出自范晔《後漢書》